# Ющенко, Виктор Андреевич
Ви́ктор Андре́евич Ю́щенко (укр. Віктор Андрійович Ющенкоо файле; род. 23 февраля 1954, Хоружевка, Недригайловский район, Сумская область, Украинская ССР, СССР) — украинский государственный и политический деятель. Президент Украины с 23 января 2005 по 25 февраля 2010 года. В 1999—2001 годах премьер-министр Украины, в 1993—1999 годах председатель Национального банка Украины.

## Биография

### Детство и семья
Родился 23 февраля 1954 года в селе Хоружевка Недригайловского района Сумской области в семье учителей. По опубликованному в статье утверждению директора Центра генеалогических и геральдических исследований Института истории Украины НАНУ историка Виктора Томазова, семья Ющенко была казацкого происхождения.
- Отец: Андрей Андреевич (1919—1992) — участник Великой Отечественной войны; узник Освенцима и других немецких концентрационных лагерей. После войны преподавал английский язык в школе.
- Мать: Варвара Тимофеевна (1918—2005) — преподаватель физики и математики (ушла из жизни всего через неделю после инаугурации сына на пост президента Украины).
- Старший брат: Пётр Андреевич (род. 15 сентября 1946[2]) — народный депутат Украины IV—VI созывов.
- Племянник Ярослав Ющенко (род. 23 декабря 1980) — был заместителем председателя Харьковской областной государственной администрации с марта 2005 года[3].

По воспоминаниям учителей сельской школы, будущий президент был хорошим и прилежным мальчиком без амбиций и стремления к лидерству.

### Образование и служба в армии
В 1975 году Ющенко окончил Тернопольский финансово-экономический институт. После получения диплома два месяца (август — сентябрь) работал заместителем главного бухгалтера колхоза «40-летие Октября» в селе Яворов Ивано-Франковской области, затем был призван в армию (по непроверенным данным, служил в пограничных войсках КГБ СССР на советско-турецкой границе близ г. Ленинакана Армянской ССР). Вернулся в октябре 1976 года. Вступил в КПСС в 1977 году и оставался в её рядах вплоть до роспуска партии.

### Банковская карьера
В декабре 1976 года устроился на работу экономистом в районном отделении Госбанка СССР в посёлке Ульяновка Белопольского района Сумской области. В 1984 году окончил аспирантуру Украинского НИИ экономики и организации сельского хозяйства. С июля 1985 года работал в отделе кредитования и финансирования сельского хозяйства Госбанка СССР, переехал в Киев.
В декабре 1987 года по приглашению Вадима Гетьмана перешёл в киевское отделение Агропромбанка СССР на должность начальника планово-экономического управления, став членом формирующейся «команды» Гетьмана, возглавившего Национальный банк после провозглашения Украиной независимости (туда также входили Александр Киреев, Игорь Митюков, Владимир Стельмах, Александр Веселовский и другие известные в будущем финансисты и экономисты).
С 1988 по 1990 год работал начальником управления, заместителем председателя Правления Украинского республиканского банка Агропромбанка СССР.
С 1990 по 1993 год — заместитель, первый заместитель Председателя Правления Республиканского АК АПБ «Украина».

### Во главе Национального банка
26 января 1993 года по предложению Вадима Гетьмана был выдвинут на пост главы Национального банка Украины и таким образом стал третьим за период независимости главой НБУ. Был одним из основных исполнителей денежной реформы на Украине при введении в оборот национальной валюты — гривны, при нём была создана Государственная казна и построен Банкнотно-монетный двор.
По утверждению Анатолия Гальчинского, «фактическим руководителем Нацбанка был не Ющенко. Если нужно было решать какие-то вопросы, решали не с главой, а с его первым заместителем Стельмахом».
В 1996 году в стране, измученной пятилетием сильной инфляции, Национальный банк проводил денежную реформу. Виктор Ющенко, будучи на посту главы банка, публично взял на себя личную ответственность за то, что эта реформа не будет фискальной и никто в результате её не пострадает. Сдержав своё слово, получил от ЕБРР статус лучшего банкира года.
В 1997 году занял 6-е место в рейтинге лучших банкиров мира по версии журнала «Global Finance».
В 1998 году Ющенко защитил в Украинской академии банковского дела (Сумы) диссертацию на тему «Развитие спроса и предложения денег на Украине» и получил степень кандидата экономических наук.
Ющенко ушёл с поста главы Национального банка в декабре 1999 года, возглавив правительство Украины.
Депутат Верховной Рады Украины в 1994—1998 годах генерал Александр Скипальский вспоминал, что с Виктором Ющенко его познакомил Вадим Гетьман: «Однажды в Верховной Раде он завёл со мной разговор о будущем Украины, о необходимости для нашего общества такого президента, который бы день и ночь работал на страну, у которого бы по-настоящему болела за неё душа, свободного от догмата старой номенклатурной системы… Таким человеком Вадим Гетьман видел Виктора Ющенко».

### Во главе правительства
Во время президентских выборов 1999 года принимал участие в предвыборной кампании Леонида Кучмы. С декабря 1999 по апрель 2001 года Ющенко — премьер-министр Украины.
В отличие от всех предыдущих премьер-министров Ющенко вёл себя довольно независимо по отношению к президенту Кучме и проводил (в первую очередь в области экономики) достаточно новаторскую политику:

— первым шагом Ющенко был отказ от практики использования «краткосрочных кредитов, взятых у коммерческих банков» для бюджетных выплат зарплат и пенсий — то есть бюджет был сбалансирован, что позволило сэкономить весьма значительные средства на выплате процентов за краткосрочные кредиты. На Украине до КабМина Ющенко такие кредиты брались под «около 70 % годовых» — идеологом такого «наполнения госбюджета» был вице-премьер по экономике С. Тигипко (совладелец «ПриватБанка»; вице-премьер по экономике с апреля 1997 в КабМинах Пустовойтенко и Кинаха; а в КабМине Ющенко отработал четыре месяца министром экономики, уволен в апреле 2000);

— вторым источником дополнительных средств стало упорядочение платежей в топливно-энергетическом комплексе (что осуществила вице-премьер Ю. Тимошенко);

— третьим важным источником было выведение из тени уплаты налогов крупным бизнесом.
За время когда Ющенко был премьер-министром:
1) В области производства:
- впервые за годы независимости Украина получила прирост ВВП (6.6 % за 2000 год) — было остановлено падение ВВП, которое продолжалось с 1991 года;
- удалось радикально изменить механизм расчётов и платежей в центральный и местные бюджеты;
- отказаться от бартера и заимствований;
- существенно увеличить поступления в бюджет.

2) В социальной сфере:
- впервые (с 1992 г.) была ликвидирована задолженность государства по выплате пенсий и стипендий, но продолжала существовать «задолженность по зарплатам» (до КабМина Ющенко-Тимошенко в ряде регионов, особенно в сельской местности, существовала задержка с выплатой пенсий до 4 месяцев; а часть пенсии нередко выплачивали продуктами, крупами, сахаром);
- прекратились веерные отключения от электроэнергии в городах и сёлах (которые до КабМина Ющенко-Тимошенко происходили якобы из-за нехватки мощностей электростанций).

Однако зарплаты и пенсии оставались нищенскими (порядка 50 дол. в месяц — средние зарплаты; 25 дол. — средние пенсии). Также в начале своей деятельности (с апреля 2000 года) КабМин Ющенко повысил в два раза тарифы на квартплату.
В последние месяцы работы кабинета Ющенко:
- ликвидация ряда коррупционных схем (особенно действия вице-премьера Ю. Тимошенко в топливно-энергетическом комплексе) создали почву для конфликта Ющенко с окружением президента Кучмы, особенно с руководителем Администрации президента В. Медведчуком;
- была арестована (хотя и выпущена после 42 дней в СИЗО) Ю. Тимошенко;
- «Форум национального спасения» (к которому присоединилась Тимошенко за 3 дня до её ареста) проводил акцию «Украина без Кучмы»; но 1 марта 2001 власть ликвидировала палаточный городок на Майдане Независимости в Киеве. В ответ 9 марта 2001 (в день рождения Т. Шевченко) «Форум национального спасения» (5-10 тысяч протестующих, координаторы Ю. Луценко и В. Чемерис; актив составляли партия УНСО, лидер А. Шкиль) пытались не допустить президента Л. Кучму к возложению цветов к памятнику Т. Шевченко; а около 15:00 эти демонстранты штурмовали ограждения Администрации президента (в штурме участвовали известные политики, например С. Хмара; 16 протестующих УНСО, в том числе и А. Шкиль, получили по 2-5 лет тюремного заключения)[10][11].

В феврале 2001 года была предпринята последняя попытка налаживания отношений в руководстве:
- В. Ющенко (вместе с Л. Кучмой и Главой Верховной рады И. Плющом) подписал «Обращение к украинскому народу», в котором участники акции «Украина без Кучмы» были названы «фашистами»;
- в одном из интервью в феврале 2001 года (когда Ю. Тимошенко ещё находилась в СИЗО) В. Ющенко на вопрос «Как вы относитесь к президенту Кучме?» — ответил, что относится «как к отцу». В дальнейшем, недоброжелатели (в основном из «Партии регионов», КПУ, СПУ) пытались скомпрометировать Ющенко, называя его «сыном Кучмы» (хотя продолжателем политической линии Кучмы, являлся скорее В. Янукович, а не Ющенко).

26 апреля 2001 Ющенко был отправлен в отставку в связи с парламентским вотумом недоверия кабинету министров. В постановлении парламента было написано, что осуществление правительственной программы «Реформы ради благосостояния» не только не привело к реальной стабилизации в национальной экономике, а ещё серьёзнее обострило социально-экономические проблемы в обществе.

### Парламентские выборы 2002
За последние два года политики и журналисты дважды придумывали Ющенко. Первый миф соткал образ несгибаемого оппозиционера. После его разрушения возникла волна разочарований, породившая прямо противоположный образ — бесхребетного «сына президента». Каков Ющенко на самом деле, не знает никто. На что он способен по максимуму — тоже. Поэтому у каждого в Украине Ющенко свой. Именно за своего Ющенко будут голосовать 31 марта, именно против своего Ющенко в тот же день отдадут голоса остальные.
Переломным моментом в политической карьере Виктора Ющенко стали парламентские выборы 2002 года, на которых Ющенко впервые выступил как лидер политической силы; под эти выборы был создан блок партий «Наша Украина». Он занял первое место, набрав 23,6 % (всего 112 мандатов); союзный БЮТ оказался на четвёртом месте — 7,3 %.
Выборы-2002 проходили под знаком разделения «провластных партий» и оппозиции. В выраженной оппозиции к Кучме пребывали три партии: БЮТ, коммунисты и социалисты. «Наша Украина» была «частично оппозиционной». О единстве оппозиции заявляла лишь Ю. Тимошенко; в телеобращении она призвала народ голосовать исключительно за «партии оппозиции»: «Нашу Украину», БЮТ, коммунистов и социалистов. И вот эта «оппозиция Кучме» выиграла выборы, набрав в сумме 222 голоса (НУ — 112; КПУ — 65; БЮТ — 22; СПУ — 23). Ещё 94 голоса было у беспартийных (большинство из них поддерживали власть), остальные 134 голоса — у провластных партий.
Хотя Ющенко выиграл выборы, он проиграл «переговоры после выборов», когда не смог быстро создать большинство, поскольку компартия, которая была против Кучмы обещала «союз с Ющенко», но в результате лишь тянула время и обманула, а через месяц большинство создала партия президента Л. Кучмы «За единую Украину!» в союзе с коммунистами.
После выборов-2002 (вплоть до осени 2004 года) у Ющенко прочно установился рейтинг 25 % на будущих президентских выборах-2004 (этот рейтинг был несколько выше, чем у иных претендентов на пост президента), из-за чего недоброжелатели называли Ющенко «рейтингоносцем».

### Президентские выборы 2004
3 июля 2004 года началась избирательная кампания по выборам президента Украины. 6 июля 2004 года постановлением № 136 Центральной избирательной комиссии Украины был зарегистрирован в качестве самовыдвиженца для выборов на пост президента Украины.
В ходе предвыборной кампании, предположительно 5 сентября — был отравлен путём введения в организм значительной дозы диоксина во время ужина на даче у зам. главы СБУ Сацюка; вследствие чего — через несколько недель внешний вид Виктора Ющенко был обезображен «кожными изменениями, нарывами и опухолями»; почти месяц Ющенко не мог (по состоянию здоровья) выступать на митингах — и его рейтинг немного снизился. Процесс постепенного восстановления организма после диоксиновой атаки продолжается по сей день.
В июле 2019 года главный военный прокурор Украины Анатолий Матиос заявил, что следствие так и не смогло найти никаких доказательств умышленного отравления Виктора Ющенко.
В ходе первого тура выборов президента 31 октября 2004 года Ющенко набрал 39,87 % голосов, что несколько больше, чем у В. Януковича (процесс подсчёта голосов ЦИК тянула три недели).
Во втором туре выборов президента 21 ноября набрал, согласно объявлению ЦИК, 46,69 % голосов и занял 2-е место. Однако с решением не согласился и подал иск в Верховный Суд Украины о признании противоправными действий Центральной избирательной комиссии и признании массовых фактов фальсификации выборов.
3 декабря Верховный суд Украины признал объявленные результаты второго тура голосования «не соответствующими реальному волеизъявлению избирателей» и постановил повторить голосование 26 декабря.
10 января 2005 года постановлением Центральной избирательной комиссии признан победителем «повторного второго тура голосования», набрав 15 115 712 голосов (51,99 % от числа принявших участие в выборах) и официально объявлен третьим президентом Украины.
Инаугурация В. Ющенко прошла 23 января 2005 года.

### Деятельность на посту президента
Секретариат президента Украины был создан Виктором Ющенко путём реорганизации Администрации президента Украины 24 января 2005 года, на второй день после президентской инаугурации. В разное время Секретариат возглавляли Александр Зинченко, Олег Рыбачук, Виктор Балога, Вера Ульянченко. Общая численность сотрудников канцелярии Виктора Ющенко, по официальным данным, превышает 600 человек. Расходы из государственного бюджета на содержание его аппарата оцениваются в 1,6 млрд грн. в год, что значительно превосходит расходы на содержание Верховной Рады (1 млрд.) и Кабинета министров (0,5 млрд.). Деятельность Секретариата политическими оппонентами украинского президента называется в числе главных причин крайне низкого президентского рейтинга Виктора Ющенко к концу 2008 года.
В конце октября 2008 года Виктор Ющенко инициировал сокращение бюджетных расходов на содержание государственного аппарата властей на центральном и местном уровнях а также в Секретариате президента, выступая за радикальное уменьшение расходов нерационального характера.
Через 10 дней после введения в действие решения Совета национальной безопасности и обороны о мерах по противодействию финансовому кризису Ющенко подписал указ об уменьшении расходов бюджета и сокращении штата структур, которые обеспечивают деятельность главы государства.
Своим указом президент постановил сократить численность работников секретариата президента — до 550 человек, аппарата СНБО — до 210 человек и Государственного управления делами — до 160 человек.

#### Программы президента
8 ноября 2007 года Виктор Ющенко подписал Указ «О мероприятиях по строительству доступного жилья на Украине и улучшения обеспечения граждан Украины жильём». «Я убеждён, что обеспечение каждой семьи доступным жильём — это универсальный ответ на целый ряд проблем социального характера. 17 миллионов человек требует улучшения условий жилья. 1,3 млн семей стоят на очереди на жильё. Ежегодно оно предоставляется 20 тысячам семей. Социально это нетерпимо. Главная задача совещания — мобилизировать все органы власти для решения этой проблемы», — сказал президент.

Согласно указу, Кабмину следует предусмотреть на 2009 и последующие годы средства на строительство доступного жилья в объёме не менее 0,5 % от ВВП.
11 декабря 2007 года на встрече президента Украины В. Ющенко с представителями бизнеса и власти был основан проект «Согрей любовью ребёнка» — благотворительность для поддержки многодетных семей.

Проект направлен на решение самых острых проблем многодетных семей, детей-сирот и детей, лишённых родительской заботы. Инициативу президента по благотворительной помощи многодетным семьям поддержал большой бизнес: предприниматели Виктор Пинчук и Ринат Ахметов проявили желание принять непосредственное участие в инициативе президента.
Президент Украины Виктор Ющенко подписал ряд законов, принятых Верховной Радой 23 сентября.
В частности, глава государства подписал Закон Украины № 573-VI «О внесении изменений в законодательные акты Украины относительно государственной поддержки семей, которые усыновили ребёнка из числа детей-сирот или детей, лишённых родительской опеки», принятый парламентом 23 сентября 2008 года по законодательной инициативе президента Украины.
Законом внесены изменения в Кодекс законов о труде Украины, Закон Украины «Об отпусках» и Закон Украины «О государственной помощи семьям с детьми», которые вступили в силу 1 января 2009 года. Данный закон решает ряд острых социальных проблем по вопросам усыновления на Украине.
Внедрение внешнего независимого тестирования позволило сделать высшее образование на Украине общедоступным и справедливым. Об этом президент В. Ющенко заявил 2 октября 2008 года на пресс-конференции во Львове. «Мы шли к этому три года. Между тем, за два дня до его начала мы стояли на пороге его отмены из-за политической позиции нашей соучастницы по коалиции. Из-за того, что кто-то хотел сделать себе на этом сомнительный рейтинг». Он также подчеркнул необходимость скорейшей адаптации украинского образования к Болонскому процессу, в результате которого дипломы украинских вузов будут признаваться в других странах.

#### Идеологические кампании
По инициативе Ющенко был создан Украинский институт национальной памяти, перед которым была поставлена задача «воссоздания справедливой истории украинской нации» и «формирования и реализации государственной политики в этом направлении». Проект создания УИНП рассматривался ещё в бытность Ющенко премьер-министром, но реальные шаги по его созданию официально отсчитываются с 11 июля 2005 года, когда Ющенко как президент Украины подписал указ № 1087/2005 «О дополнительных мерах по увековечению памяти жертв политических репрессий и голодоморов на Украине». Этим документом правительству поручалось «решить до Дня памяти жертв голодоморов и политических репрессий, который в 2005 году отмечается 26 ноября, вопрос создания Украинского института национальной памяти».
Свою практическую деятельность УИНП начал в начале 2007 года. Одним из первых практических результатов его работы стало признание Романа Шухевича Героем Украины.

##### Голодомор
С приходом к власти Виктора Ющенко основой идеологической политики руководства страны фактически стала тема Голодомора — массового голода 1932—1933 годов на Украине. По всей Украине открывались памятники жертвам голода, музеи и выставки, посвящённые трагедии 1930-х годов.
Ющенко не ставил под сомнение утверждение, что Голодомор был геноцидом украинцев, заявляя: «Голод на Украине 1930-х годов не являлся смертью через голод, а убийством народа через голод». По словам Ющенко, «голод в Украине был выбран как способ усмирения украинского народа. Эти преступления по своим масштабам, целям и методам, безусловно, подпадают под определение геноцида, которое даёт конвенция Организации Объединённых Наций 1948 года. Цель была обескровить Украину, подорвать её силы и таким образом устранить возможность восстановления украинской государственности. Эта цель не скрывалась».
В 2006 году Верховная рада Украины приняла закон, квалифицирующий голод 1932—1933 годов как геноцид украинского народа.
Тогда же СБУ опубликовала в интернете 5 тысяч страниц документов ГПУ, относящихся к периоду массового голода 1932-33 годов.
В 2009 году Служба безопасности Украины возбудила уголовное дело «по факту совершения в 1932—1933 годах на Украине геноцида, то есть по признакам преступления, предусмотренного ч. 1 ст. 442 Уголовного кодекса Украины».
25 декабря 2009 года, в ходе расследования этого уголовного дела Главным следственным управлением СБУ, было возбуждено новое уголовное дело в отношении советских и партийных руководителей — И. В. Сталина, В. М. Молотова, Л. М. Кагановича, П. П. Постышева, С. В. Косиора, В. Я. Чубаря и М. М. Хатаевича по признакам преступления, предусмотренного ч. 1 ст. 442 УК Украины. Апелляционный суд Киева, рассматривавший это дело в январе 2010 года, подтвердил выводы следователей СБУ об организации на территории УССР геноцида украинской национальной группы, то есть искусственного создания жизненных условий, рассчитанных на её частичное физическое уничтожение. Суд констатировал, что обвиняемые совершили вменяемое им преступление, и закрыл уголовное дело в связи с их смертью. Через несколько месяцев, 27 апреля 2010 года, уже новый президент Украины Виктор Янукович заявил, что массовый голод в 1930-х годах был не геноцидом украинцев, а последствием сталинского тоталитарного режима, как и голод в России, Белоруссии и Казахстане.

##### Реабилитация ОУН-УПА
14 октября 2006 года, в 64-ю годовщину создания УПА, Виктор Ющенко подписал указ «О всестороннем изучении и объективном освещении деятельности украинского освободительного движения и содействии процессу национального примирения», в котором потребовал от правительства разработать законопроект о придании особого статуса ветеранам ОУН-УПА, а от Министерства образования и науки — популяризировать историю УПА как украинского национально-освободительного движения, организовать выпуск литературы, научно-популярных фильмов и передач об участии украинцев во Второй мировой войне, «всесторонне и объективно освещать в учебно-воспитательном процессе» деятельность таких организаций, как ОУН-УПА, Украинская освободительная организация и других.
12 октября 2007 года указом президента Ющенко Роману Шухевичу было присвоено почётное звание «Герой Украины» «за выдающийся личный вклад в национально-освободительную борьбу за свободу и независимость Украины и в связи со 100-летней годовщиной со дня рождения и 65-летней годовщиной создания Украинской повстанческой армии».
29 января 2010 года одним из последних своих указов Ющенко признал членов Украинской повстанческой армии (УПА) борцами за независимость Украины.

#### Внешняя политика
В проводимой внешней политике В. Ющенко отдавал предпочтение сближению с ЕС и США, а также европейской и североатлантической интеграции. В вопросах размещения ПРО в Восточной Европе поддержал США. В то же время, по мнению российского президента Медведева, за годы президентства Ющенко произошёл отход от принципов дружбы и партнёрства Украины и России, была взята линия на разрыв существовавших до этого связей во всех сферах, включая духовную и историческую, и на проведение руководством Украины антироссийской политики, которая заключается в том числе и в искусственных провокациях, создаваемых подконтрольными Ющенко службами. Ряд украинских и российских политологов характеризовали политику В. Ющенко как «русофобскую».
Призывал к досрочному возврату Российской Федерации украинского долга за потреблённый в первые годы независимости газ и переходу к рыночным отношениям в вопросе пребывания российского Черноморского Флота в Крыму.
В 2010 году принял участие в выборах президента Украины как самовыдвиженец. В первом туре выборов 17 января 2010 года набрал 5,45 % голосов избирателей, заняв по числу набранных голосов 5-е место. Тем не менее, сам Ющенко считает время своего президентства лучшим в истории Украины.
Начиная с 4 августа 2006 года и до самого окончания срока президентства (25 февраля 2010 года), фактическая власть Ющенко как лидера страны была ограничена; свои полномочия ему приходилось делить с нелояльным лично ему руководством Кабинета министров (премьеры — Янукович и Тимошенко). Влияние президента на назначения в Кабинете министров и на политику этого органа было ослаблено благодаря вступлению в силу политреформы, а также личным противостоянием с руководителями Кабмина.

##### Поставки оружия в Грузию
Депутат Верховной рады Валерий Коновалюк, глава временной следственной комиссии по изучению законности поставок в Грузию оружия, применявшегося грузинскими войсками во время войны в августе 2008 года, неоднократно говорил о выявленных нарушениях в экспорте оружия, обвиняя президента Виктора Ющенко в участии в незаконных сделках. По словам Коновалюка, «несколько зенитно-ракетных комплексов „Бук“ были сняты с боевого дежурства с целью продажи Грузии». Выводы специальной парламентской следственной комиссии были переданы в Генпрокуратуру параллельно с депутатским запросом. 
Генеральная прокуратура Украины заявила, что выводы этой комиссии не подтвердились: «Мы тщательно проверили материалы, полученные от Валерия Коновалюка (руководителя комиссии), и дали ему официальный ответ, что ни один из приведённых им фактов не подтвердился», — сказал генпрокурор Медведько.
«Что касается законности поставок оружия, то есть заключения и исполнения внешнеэкономических контрактов — эта часть была проверена. Международного запрета на торговлю оружием с Грузией не было, и здесь все понятно — о незаконности поставок мы говорить не можем. Этот вопрос неоднократно проверялся СБУ, и сам Коновалюк с этим согласен» — замгенпрокурора Ренат Кузьмин.
Материалы, касающиеся различных аспектов деятельности Виктора Ющенко на посту президента, приведены в статьях:
- - Внешнеэкономическая политика Украины
  - Газовый конфликт между Россией и Украиной 2005—2006
  - Газовый конфликт между Россией и Украиной 2008—2009 года
  - Черноморский флот ВМФ России

#### Президентство Ющенко в хронологическом порядке
- Зима — весна 2005 — во внутренней политике эйфория, связанная с победой «Оранжевой революции» постепенно сменяется конфликтами между разнородными политическими группами, способствовавшими победе Ющенко на выборах[53]. В первые месяцы Ющенко полностью меняет глав облгосадминистраций (всего было уволено более 18 тыс. служащих государственного управления)[54]; органы прокуратуры заводят уголовные дела на политических противников Ющенко, обвиняемых в сепаратизме[55]; правительство декларирует начало кампании по отмене приватизационных решений прежней власти[56]. Во внешнеполитической сфере — Ющенко напротив получает восторженный приём на Западе, США и Евросоюз обещают признать Украину страной с рыночной экономикой, в противовес СНГ и России на постсоветском пространстве возрождается ГУАМ (Грузия — Украина — Азербайджан — Молдова)[57]. Понемногу разгорается конфликт с российским «Газпромом», руководство которого заявляет о пропаже российского газа из подземных газохранилищ на украинской территории[58].
- Лето 2005 — Виктору Ющенко приходится урегулировать конфликты между союзниками по «Оранжевой революции» и вмешиваться в экономические решения правительства Тимошенко. Заявленная масштабная реприватизационная кампания оборачивается отменой результатов одного крупного приватизационного конкурса (по «Криворожстали»), однако в реальности не принимает массовый характер[59][60][61][62]. «Газпром» предупреждает о готовящемся резком повышении цен на газ[58].
- Осень-зима 2005 — Ющенко отправляет в отставку правительство Юлии Тимошенко[63]. Для того, чтобы обеспечить утверждение кандидатуры Юрия Еханурова на пост премьер-министра, Ющенко приходится заключить меморандум с лидером Партии регионов Виктором Януковичем, который предусматривает также и вопросы, связанные с освобождением сторонников Януковича от уголовной ответственности[64][65]. (После этого, как отмечают, личный рейтинг Ющенко значительно снизился[66].) Тем временем переговоры с «Газпромом» заходят в тупик. Украина не в состоянии платить по предъявленным счетам, а Россия отказывается продолжать «субсидировать украинскую экономику»[67]. В Новый год Украина входит, не подписав контрактов на закупку российского газа[58]. Во внешней политике — создаётся так называемое Содружество демократического выбора[68].
- Зима 2006 — Новый год начинается с международного скандала — Россия обвиняет Украину в несанкционированном отборе российского газа из транзитных газопроводов[58]. Достигнутое в спешном порядке соглашение по газу приводит к скандалу внутри страны. Давние противники и бывшие союзники Ющенко, объединившись в Верховной раде, принимают постановление об отставке правительства. Ющенко не уступает давлению и действующий кабинет министров превращается во «временное правительство»[58][69][70]. Во внешней политике — Украина заявляет о намерении заменить Россию в роли миротворца на постсоветском пространстве[71].
- Весна 2006 — Пропрезидентский блок партий приходит лишь третьим на парламентских выборах[70]. Начинаются переговоры о создании «оранжевой коалиции» (БЮТ — НСНУ — СПУ)[70].
- Лето 2006 — В самый последний момент СПУ переходит на сторону Партии регионов и КПУ, что приводит к созданию так называемой «антикризисной коалиции»[70][72]. Ющенко долго сопротивляется перед лицом неизбежного и пытается «расширить» правительственную коалицию за счёт «Нашей Украины». Всё, что ему удаётся сделать, — убедить оппонентов подписать «Универсал национального единства», который, по его мысли, заставит правительство продолжить президентскую линию во внешней и внутренней политике. Юлия Тимошенко отказывается ставить свою подпись под документом, Симоненко подписывает с оговорками[70].
- Осень-зима 2006 — Переговоры о «расширении» правительственной коалиции завершаются провалом[73]. Виктор Янукович делает заявления о неготовности Украины к вступлению в НАТО[74] и (в декабре 2006) проводит в Верховной раде решение об отставке прозападного главы украинского МИДа Бориса Тарасюка, а также главы МВД Юрия Луценко[70]. Российские руководители идут Януковичу навстречу в вопросе о цене на газ[75]. В ситуации, когда правительство, опирающееся на большинство в Верховной раде, начало проводить свою собственную политическую линию, Ющенко принимает ряд кадровых решений, способных, по его мнению, переломить ситуацию и укрепить его позиции. В сентябре он заменяет руководителя своего Секретариата Виктора Балогу[17], назначает руководителем Совета национальной безопасности и обороны донецкого миллиардера Виталия Гайдука[76] и поручает Арсению Яценюку курировать силовые ведомства[77].
- В октябре Виктор Ющенко принимает участие в III съезде Народного союза «Наша Украина», на котором подвергает руководство партии жёсткой критике и предлагает сформировать новые руководящие органы партии[78]. 7 декабря политсовет НСНУ партии избрал главой совета Виктора Балогу[79].
- 12 января 2007 года депутаты «антикризисной коалиции» и оппозиционной фракции БЮТ смогли преодолеть вето президента на закон «О Кабинете министров» и приняли в первом чтении закон «О парламентской оппозиции». 11 января президент вернул в парламент принятый 21 декабря 2006 закон «О Кабинете министров», некоторые положения которого, по мнению Виктора Ющенко, «искажают суть и содержание Конституции Украины». Вступление в силу закона «О Кабинете министров» привело к тому, что влияние президента на действия органов исполнительной власти существенно уменьшилось[80][81].
- 2 апреля 2007 года, Ющенко своим указом распустил Верховную раду и назначил новые выборы на 27 мая, что привело к новому обострению затянувшегося политического кризиса. В результате длительной политической борьбы досрочные парламентские выборы были назначены на 30 сентября 2007 года[73].
- 23 августа 2008, Ющенко: «Украина нарастит военный бюджет и вступит в НАТО для защиты от России». Украина сделает все от неё зависящее, и не будет следующей жертвой в списке Кремля, подчёркивает Ющенко. Обеспокоенность украинского лидера вызвана вторжением российских войск в Грузию. «Впервые в истории Европы со времён „холодной войны“ армия вторгается на территорию суверенной страны без международных санкций», цитирует Times заявление Ющенко. Защищаться от России Киев намерен не только наращиванием собственного военного бюджета[82].
- В начале октября 2008 года, накануне резкого вступления Украины в экономический кризис, В. А. Ющенко отмечая, что является очень профессиональным экономистом, заявлял, что убеждён, что мировой финансовый кризис не зацепит Украину[83].
- 29 ноября 2008 года единогласным решением Виктор Ющенко был избран председателем партии Народный союз «Наша Украина» (НСНУ)[84]. К концу 2008 года по опросу ФОМ-Украина президентский рейтинг Ющенко составлял 3,3 %[85].
- 19 декабря 2008 года премьер-министр Украины Юлия Тимошенко призвала Виктора Ющенко подать в отставку[86].
- 1 января 2009, президент Ющенко и премьер-министр Тимошенко сделали совместное заявление относительно поставок и транзита российского газа[87].
- 13 января 2009 года с требованием импичмента Ющенко выступили Пётр Симоненко и Виктор Янукович[88].
- 14 января 2009 года премьер-министр Украины Юлия Тимошенко заявила, что переговоры с Россией по поставкам газа на Украину по цене $235 были сорваны в том числе и по вине президента Украины Виктора Ющенко. Основной причиной срыва Тимошенко назвала попытку украинских политиков сохранить «Росукрэнерго» как теневого криминального коррупционного посредника. По версии премьера, кроме президента Украины в сохранении Росукрэнерго заинтересованы депутаты от Партии Регионов Бойко и Лёвочкин, а также «всем известный» Дмитрий Фирташ. Переговоры, по словам премьера, были умышленно сорваны на завершающей стадии[89]. Позже премьер заявит, что появление «Росукрэнерго» на украинском газовом рынке произошло именно под патронатом Ющенко, подчёркивая, однако, что «время его правления „чистыми руками“ прошло»[90].
- 21 января 2009 года премьер-министр Украины Юлия Тимошенко потребовала отчёта президента Виктора Ющенко в парламенте по поводу злоупотреблений и коррупционных действий Нацбанка в пользу «Надра-банка» и Дмитрия Фирташа[91].
- 22 января 2009 года Тимошенко вновь вернулась к теме связи Ющенко и Фирташа, выразив возмущение тем, что президент планирует наградить Фирташа орденом «За заслуги» III степени. С её точки зрения, вручение этой награды «коррупционеру № 1» Фирташу унижает и дискредитирует государственные награды, равно как и вручение их таким людям, как Бойко и Кивалов, которое Ющенко произвёл ранее. Премьер считает, что такое унижение и цинизм демонстрируют, что президент страну и государственные награды ни во что не ставит[92]. Позже, после этого заявления, стало известно, что Ющенко не вручил орден Фирташу[93], хотя он и был в предварительном списке награждаемых, который раздали журналистам[94].
- 24 января 2009 года премьер Тимошенко, отвечая вопрос об импичменте Ющенко сказала, что в этом сейчас нет никакого смысла, так как до президентских выборов осталось всего 9 месяцев, а сама процедура может занять больше времени. При этом она отметила: «Хотелось бы, конечно, чтобы срок правления действующего президента поскорее закончился. Я думаю, этого хотят все граждане Украины. Но нужно набраться мужества и потерпеть». Также она заявила: «Я считаю, что было бы здорово, если бы страна могла провести выборы как можно скорее. Поскольку совокупность действий президента страны сама по себе представляет угрозу национальной безопасности. Но я точно знаю, что в президентском окружении вынашивается идея каким-то неестественным образом продлить пребывание на этом посту действующего президента. Рассматривались разные варианты»[95].
- 26 января 2009 года Верховная Рада Украины приняла постановление, в котором говорилось: «Признать, что президент своим бездействием в ситуации, сложившейся в финансово-кредитной сфере, взял на себя личную ответственность за резкое обесценение денежной единицы Украины, многочисленные спекуляции на валютном и ипотечном рынках, невыполнение коммерческими банками своих обязательств перед вкладчиками, существенные злоупотребления в процессе рефинансирования коммерческих банков, полное отсутствие контроля НБУ за коммерческими банками.» Ответственность возложена и в связи с тем, что он «дважды проигнорировал решения Верховной Рады об увольнении Владимира Стельмаха с должности главы Нацбанка»[96].
- 1 апреля 2009 года Верховная Рада Украины назначила следующие выборы президента на 25 октября того же года (при этом «За» проголосовал 401 депутат из 450). Предложение провести выборы 27 декабря поддержал всего один депутат. Сам же Ющенко хотел провести очередные выборы 17 января 2010 года[97]. Он не согласился с такой датой и заявил через своего представителя, что будет обжаловать это решение в Конституционном суде[98]. 13 мая 2009 года Конституционный суд Украины признал неконституционным постановление Верховной Рады о назначении очередных выборов президента Украины на 25 октября[99].
- 3 апреля 2009 года глава Верховной Рады Украины Владимир Литвин заявил, что в унисон с президентом выступает Партия регионов, которая заблокировала под надуманными предлогами работу парламента. С его точки зрения, это делается с целью разрушения на Украине последних остатков стабильности и предсказуемости, для перехвата власти на очередной клановой основе и устранения конкурентов, создания комфортных условий для собственного властвования, получения всей экономики в свою собственность. Литвину известно о скрытых переговорах о перераспределении власти через конституционные изменения. Переговоры идут из-за опасения ключевых претендентов проиграть президентские выборы, с целью разделения сфер влияния — в экономике, политике, власти — и отстранения народа от выборов главы государства. Сценарий включает в себя проведение досрочных парламентских выборов, для чего ищутся основания для роспуска парламента[100].
- В конце второй декады мая 2009 года глава Секретариата президента Балога подал в отставку, которая была принята Ющенко[101][102][103]. Сам Балога назвал причиной своей отставки категорическое несогласие с решением Ющенко во второй раз баллотироваться на пост президента, который, с его точки зрения, не имеет на это морального права. Также в числе причин отставки было названы кумовство, характерное для ближайшего окружения Ющенко, личная ответственность президента за постоянные политические конфликты и кризисы во власти, которые происходили весь период его правления[104].
- Во второй половине мая 2009 года Ющенко оказался абсолютным лидером (среди всех политиков) антипатий украинцев по данным социологического опроса, проведённого центром социальных исследований «София»: процент граждан Украины, «совсем не доверяющих» президенту был оценён в 87,4 %[105].

#### Президентские выборы 2010 года
Ющенко – это украинский Ельцин, естественно с нюансами, отличиями, но всё-таки. Он защитил независимость Украины, сделал все, чтобы Украина стала свободной демократической страной. И он сейчас очень непопулярный, многие его даже проклинают. И в этом смысле, будучи героем на майдане, он стал абсолютно ненавистным человеком. Он повторил судьбу Ельцина. Главная его заслуга в том, что люди не боятся говорить.
15 апреля 2009 года в интервью газете «Коммерсантъ» украинский президент, несмотря на свой крайне низкий рейтинг, заявил о желании баллотироваться на второй срок. «У меня есть ценности, с которыми я умру. Вне зависимости от того, поймёт меня нация или нет, я буду рассказывать о поколениях украинцев, замученных, истерзанных. Знаете, я никогда не был и не буду хохлом, никогда не был малороссом и никогда им не буду. Если мне нужно будет вторую дозу диоксина принять, я это сделаю, не откажусь. У меня пятеро детей и я хочу, чтобы у меня была возможность сказать им: я передал вам Украину лучшей, чем я её получил», — подчеркнул Ющенко. Также он вновь отметил, что выступает за досрочные парламентские выборы и собирается баллотироваться в депутаты. Также в планы украинского президента входит изменение Конституции, одним из ключевых моментов которого является создание двухпалатного парламента.
Штаб Виктора Ющенко 25 мая 2009 года возглавил руководитель государственного управления делами Игорь Тарасюк, среди консультантов был политтехнолог Сергей Гайдай. Сама предвыборная кампания оказалась скандальной: среди размещённых на биллбордах 20 сюжетах, в которых украинцы под лозунгом «Я — за Ющенко» объясняли своё решение поддержать президента (европейский курс, рост экономики и её свобода, поддержка культуры, развитие сёл, защита национальных интересов, боеспособность армии, патриотизм, историческая политика, защита свободы во всех её проявлениях) оказались четверо сотрудников агентства «Гайдай. Ком» и депутат местного совета от «Нашей Украины». По словам самого Гайдая, его подчинённые на самом деле поддерживали Виктора Ющенко и на бесплатной основе приняли участие в рекламной кампании, которая была одобрена штабом кандидата (само участие сотрудников Гайдая не скрывалось).
По итогам президентских выборов 2010 года Виктор Ющенко потерпел сокрушительное поражение, набрав лишь 5,45 % голосов избирателей.

#### Итоги правления
Президентство Ющенко часто сравнивают с правлением Б. Н. Ельцина: революционный приход к власти, попытка переизбраться на второй срок при низком рейтинге, укрепление в стране либеральных ценностей, курс на сближение с Европой, сильное оппозиционное давление на президента.
Ющенко — это украинский Ельцин, естественно с нюансами. Он защитил независимость Украины, сделал всё, чтобы Украина стала свободной демократической страной. И он сейчас очень непопулярный, многие его даже проклинают. Он повторил судьбу Ельцина. Главная его заслуга в том, что люди не боятся говорить.Борис Немцов, внештатный советник Виктора Ющенко

### После ухода с президентского поста
После ухода с поста президента Украины Виктор Андреевич заявлял о намерении продолжать заниматься политикой, несмотря на то, что она, по его заверениям, вызывает у него исключительно отрицательные эмоции. В частности, по итогам выборов в местные органы власти, которые прошли на Украине осенью 2010 года, он провёл ревизию в собственной партии.
Бывший президент создал общественную организацию под названием «Институт президента Виктора Ющенко „Стратегические инициативы“», кроме того занимался проектами «Мистецький арсенал» и «Больница будущего», для финансирования последнего из которых обращался к действующему президенту Виктору Януковичу за материальной поддержкой.
В январе 2011 года раскритиковал решения украинских судов, отменивших его указ о присвоении Бандере звания героя Украины, заявив, что власть это сделала «в угоду Кремлю и Москве», а также охарактеризовав данное событие как «вызов всем украинцам» и «угрозу украинской государственности».
Во второй половине 2011 года, после ареста и заключения бывшего премьера Юлии Тимошенко, которые рассматривались международным сообществом как политическая расправа над оппозиционным политиком со стороны режима президента Януковича, фактически стал на сторону власти, поддержав в интервью Би-би-си 11 октября 2011 года, в день оглашения приговора Тимошенко, все обвинения против своей бывшей соратницы.
После прихода к власти Януковича (февраль 2010) практически всё ближайшее окружение Ющенко получило значительные посты в правительстве Януковича-Азарова, в частности, посты министров получили Виктор Балога (глава секретариата президента Ющенко, про которого Ющенко сказал в марте 2008 года: «Балога — это я») и Пётр Порошенко (глава СНБО Украины в 2005 году, которому Ющенко прочил пост премьер-министра), посты руководителей ведомств получили Евгений Червоненко, Владислав Каськив (руководитель национально бюро по инвестициям), Юрий Павленко, Марина Ставнийчук (заместитель Администрации президента Януковича), Роман Бессмертный (посол в Беларуси), Иван Балога получил пост губернатора Закарпатской области. В этот же период по «соратникам Тимошенко» и по министрам её правительства — были заведены десятки уголовных дел. Памятным является заявление Ю. Луценко, который (уже находясь за решёткой) сказал в день рождения Ющенко (23 февраля 2011) : «Ющенко продал Украину, а нас пустил на фарш Януковичу». В итоге, авторитет Ющенко среди соратников и избирателей резко упал:
- На парламентские выборы (осенью 2012 года) партия «Наша Украина» шла объединённым списком с некогда крупнейшими национал-демократическими партиями «Украинская народная партия» и «Конгресс украинских националистов» — вместе эти партии набрали лишь 1,1 % голосов, что явилось одной из сенсаций этих выборов (первым номером в избирательном списке был сам Ющенко). Согласно данным социологического опроса Центра Разумкова, по состоянию на март 2013 года Ющенко имел наименьший рейтинг среди десятка наиболее известных политиков Украины[125].

- 26 января 2013 года поступили сообщения о расколе в «Нашей Украине», а 9 февраля 2013 политсовет «Нашей Украины» исключил Ющенко из партии с формулировкой «за предательство»[126] — было заявлено, что Ющенко на парламентских выборах-2012 работал не на победу оппозиции[126], а на победу партии Януковича. Это решение поддержали парторганизации Киева, четырнадцати областей, Крымской автономии и Севастополя (то есть 17 региональных организаций из 27)[126]. Однако при поддержке министерства юстиции Украины (и прокуратуры, судов) Ющенко получил судебное решение о том, что именно его сторонники являются «партией», и в марте 2013 года Ющенко восстановил свою власть в политсовете «Нашей Украины»[127].

21 августа 2015 года принял участие в польском Свентокшиском празднике пчёл в городе Балтув в Польше, где возглавил украинскую делегацию пчеловодов.
По данным Государственного управления делами, в 2017 году Виктор Ющенко был единственным экс-президентом Украины, который получал денежное содержание от государства (на общую сумму в 336 тыс. гривен, по 28 тыс. гривен в месяц).
В мае 2018 года был избран главой наблюдательного совета Альпари Банка.
На президентских выборах 2019 года поддержал действующего президента Украины Петра Порошенко.
В мае 2019 года Генеральная прокуратура Украины уведомила Виктора Ющенко о подозрении в рамках расследования дела о выводе резиденции «Межигорье» из государственной собственности в 2007 году.
В январе 2024 года через приказ Госгеонедр Украины о приостановке выданных компаниям застройщика Вадима Ермолаева спецразрешений на пользование недрами обнаружилось, что Виктор Ющенко владеет 8,5 % акций занимающейся геологическим изучением нефтегазоносных недр газовой площади Федоровская в Полтавской области компании «Трендс Систем».

## Награды и звания

### Украинские
- Почётный знак отличия президента Украины (3 июля 1996 года) — за значительный личный вклад в становление и развитие банковской системы Украины, активное содействие привлечению иностранных инвестиций в отечественную экономику[134].
- Заслуженный экономист Украины (18 января 1997 года) — за значительный личный вклад в становление и развитие банковской системы Украины, разработку концепции и организованное проведение денежной реформы[135].
- Государственная премия Украины в области науки и техники (1 декабря 1999 года) — за серию монографий «Украинская фалеристика и бонистика»[136].
- Юбилейная медаль «25 лет независимости Украины» (19 августа 2016 года) — за значительные личные заслуги в становлении независимой Украины, утверждении её суверенитета и укреплении международного авторитета, весомый вклад в государственное строительство, социально-экономическое, культурно-образовательное развитие, активную общественно-политическую деятельность, добросовестное и безупречное служение Украинскому народу[137].
- Медаль «На славу Черновцов».

### Церковные
- Орден преподобных Антония и Феодосия Печерских[укр.] I степени (Украинская православная церковь Московского патриархата, 2007)[138].
- Рыцарь Ордена Святого Гроба Господнего Иерусалимского (Иерусалимская православная церковь, 2007)[139].

### Иностранные
- Орден Белого Орла (Польша, 11 апреля 2005 года)[140].
- Филадельфийская медаль Свободы (США, 2005)[141].
- Орден Белой розы с Большим крестом со звездой (Финляндия, 2006)[142][143].
- Орден Трёх звёзд I степени с цепью (Латвия, 24 апреля 2006 года)[144][145].
- Орден Витаутаса Великого с Золотой цепью (Литва, 13 ноября 2006 года)[146][147][148].
- Орден Короля Томислава с лентой и Большой звездой (Хорватия, 25 мая 2007 года)[149].
- Большой крест с цепью орден Заслуг (Венгрия, 2008)[150].
- Орден Великой сентябрьской революции (Ливия, 2008)[151][152].
- Орден «Гейдар Алиев» (Азербайджан, 21 мая 2008 года) — за особые заслуги в развитии дружеских связей и сотрудничества между Украиной и Азербайджанской Республикой[153][154][155].
- Крест Признания I степени (Латвия, 19 июня 2008 года)[156][157][158].
- Почётный Компаньон Почёта с орденской цепью ордена Заслуг (Мальта, 9 июля 2008 года)[159]
- Орден Серафимов с Крестом (Швеция, 2008)[160].
- Орден Исмоили Сомони I степени (Таджикистан, 2008)[161].
- Орден Южного Креста с цепью (Бразилия, 2009)[162].
- Орден Золотого руна (Грузия, 2009)[163].
- Орден Победы имени Святого Георгия (Грузия, 2009)[164].
- Большой крест ордена Возрождения Польши (Польша, 7 сентября 2009 года)[165].
- Президентский орден «Сияние» (Грузия, 2011)[166].
- Орден атамана Головатого (Землячество казаков Азербайджана)[167].
- Почётный доктор Бакинского славянского университета (2006)[168].

## Прочие факты периода президентства Ющенко

### Монета с изображением Ющенко
В октябре 2008 года в честь июльского визита на Украину Патриарха Константинопольского Варфоломея I выпущена монета из серебра 999 пробы весом 500 граммов, достоинством в 50 гривен и тиражом в 1000 экземпляров, на которой изображены Варфоломей I и Виктор Ющенко.
28 октября 2008 года в Стамбуле при участии Вселенского патриарха, дипломатов и общественности Виктор Ющенко провёл презентацию монеты «На честь візиту в Україну Вселенського Патріарха Варфоломія I».

### Резиденции
По информации ряда изданий, в распоряжении подконтрольного Виктору Ющенко Государственного управления делами 14 государственных резиденций. Издание «Корреспондент» утверждает, что это больше, чем у лидера любой европейской страны, в том числе и России. По словам издания, сам украинский президент предпочитает две из них: в Форосе (Крым) и в Гуте (Карпаты). Ющенко внимательно относится к художественному оформлению резиденций. Так, в Мариинском дворце (главной официальной резиденции страны) он захотел, чтобы стены украшали не картины модернизма, а классические батальные полотна, на которых изображены украинцы, побеждающие своих врагов. Несмотря на финансовый кризис 2007—2009 годов, правительство Украины в 2009 году утвердило проект реставрации Мариинского дворца со сметой почти в 0,5 млрд гривен.

## Семья
- Первая жена — Светлана Ивановна Колесник[172] (12 апреля 1959[173][174]) работала в Ульяновке Сумской области учителем украинского языка и литературы, после развода вышла замуж за бизнесмена Сергея[174].
  - Дочь Виталина Ющенко (15 апреля 1980)[175], её гражданский муж Михаил Игоревич Гончар (1975 г. р.)[176][177], от которого у Виталины Ющенко родилась дочь Доминика[178]. Его отец Игорь Гончар возглавлял департамент по контролю за производством и оборотом спирта, алкогольных напитков и табачных изделий в Налоговой администрации Украины, был убит в своей квартире 17 февраля 2011 года[179][180]. Первый официальный муж Виталины (в официальном браке с 2006 года) — Алексей Хахлёв, председатель правления Славутского рубероидного завода[181] В феврале 2013 года Виталина Ющенко и Алексей Хахлёв развелись после 7 лет супружества[182], их общие дети (Виктор и Андриана) были названы в честь имени и отчества Виктора Андреевича Ющенко.
    - Внучка Ярина-Доминика Ющенко-Гончар[183][184] (2001[173]).
    - Внук Виктор (2007[173])[181].
    - Внучка Андриана[185] (14 октября 2009)[186][187].

  - Сын Андрей Ющенко (род. 1985)[188][189]) окончил Киевский институт международных отношений[190], женился 30 июля 2009 года[191][192], жена Елизавета Ефросинина (1986)[191] окончила Киевский университет факультет психологии, работала психологом в детском доме[190], её сестра — телеведущая Мария Ефросинина[192] В декабре 2012 года Андрей и Елизавета развелись, их дочь Варвара осталась с матерью[193].
    - Внучка Варвара (10 февраля 2010)[192].
- Вторая жена Екатерина Михайловна Чумаченко, у которой от В. Ющенко родились:
  - дочь София Виктория (4 февраля 1999[194])
  - дочь Христина Катрин (ноябрь 2000[188][194])
  - сын Тарас (25 апреля 2004[194]).